# 프레더릭 스타포드

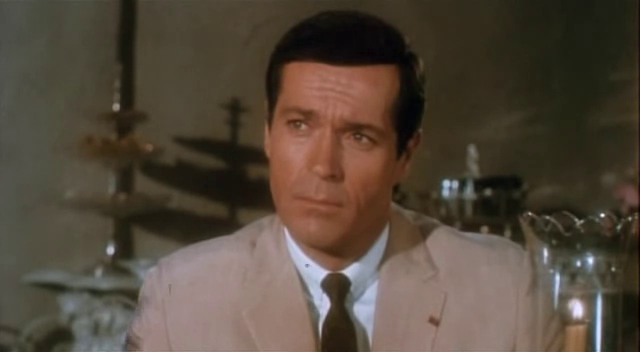

프레더릭 스타포드(Frederick Stafford, 1928년 3월 11일 ~ 1979년 7월 28일)는 오스트리아의 배우, 영화배우이다.
체코슬로바키아에서 태어났으며 루가노에서 사망하였다.

## 영화
- 울프맨 (1976년)
- 엘 알라메인 전투 (1969년)
- 배틀 코맨드 (1969년)
- 토파즈 (1969년)
- 더티 히어로즈 (1967년)
- OSS 117 동경작전 (1966년)
- OSS 117 - 최대의 위기작전 (1965년)